# Överhängsmandat
Överhängsmandat kan uppstå i val i vissa valsystem när ett parti får färre mandat som ett resultat av partiröstningen än det har vunnit valkretsar, exempelvis i Tysklands valsystem där varje väljare får ge en röst för en kandiderande person (i enmansvalkrets) och en för parti. Andra länder som tillämpar detta valsystem är Nya Zeeland till sitt parlament och Skottland vid val till Skotska parlamentet.